# Lilja Lehto
Lilja Lehto (* 2004) ist eine finnische Schauspielerin.

## Leben und Karriere
Lehto wurde im Jahr 2004 geboren. Ihre erste Hauptrolle bekam sie 2014 in dem Film Onneli und Anneli. Anschließend war sie 2015 in Onneli und Anneli im Winter zu sehen. 2017 trat sie in Onneli, Anneli ja salaperäinen muukalainen auf.
Außerdem wurde Lehto 2021 für die Serie Karkurit gecastet. Im selben Jahr spielte sie in der Serie Maria Kallio mit. 2022 bekam sie eine Rolle in Mieheni vaimo.

## Filmografie
Filme
- 2014: Onneli und Anneli
- 2015: Onneli und Anneli im Winter
- 2017: Onneli, Anneli ja salaperäinen muukalainen

Serien
- 2021: Karkurit
- 2021: Maria Kallio
- 2022: Mieheni vaimo